# Rubik's Magic

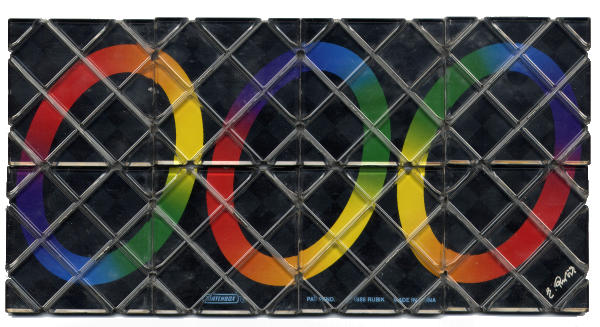
Un Rubik's Magic nel suo stato iniziale

Il Rubik's Magic è un rompicapo inventato dall'architetto ungherese Ernő Rubik e creato dalla Matchbox nei primi anni ottanta. Il gioco è noto in Italia come Anelli di Rubik.
Il puzzle consiste in 8 quadrati neri detti "tiles" (cambiati in tiles rosse e anelli dorati nel 1997) sistemate in modo da formare un rettangolo di dimensioni 2×4; solchi diagonali sulle tiles tengo i fili che li connettono tra di loro, permettendo di essere piegati e ripiegati tra loro perpendicolarmente come nella Jacob's Ladder. La faccia frontale del puzzle mostra, nel suo stato iniziale, tre anelli separati di color arcobaleno; la faccia posteriore consiste in un'immagine mischiata dei tre anelli non uniti tra di loro. Lo scopo del gioco è di piegare il puzzle in una forma a cuore e risolvere l'immagine nel retro, cioè unire gli anelli.

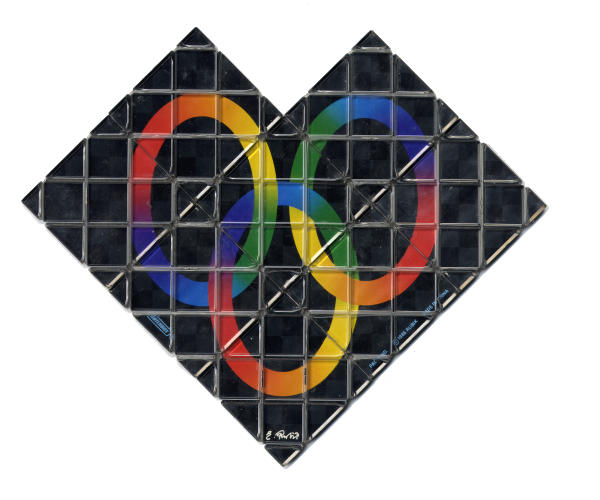
Rubik's Magic risolto

Esistono numerosi modi per risolverlo, e giocatori professionisti possono completarlo in pochi decimi di secondo. Nel 1987, il Rubik's Magic Master Edition fu pubblicato dalla Matchbox; consiste di 12 tiles argentati a formare un rettangolo 2×6, mostrando 5 anelli uniti, bisogna "scioglierli" trasformando il puzzle in una sorta di "W". Circa nello stesso periodo, la Matchbox produsse il: Rubik's Magic Create the Cube, un'altra versione del Rubik's Magic, nel quale il puzzle è risolto quando è a forma di cubo con una base di due tiles. non ha avuto molto successo ed è raro da trovare.
Negli ultimi anni novanta, la versione originale del Rubik's Magic fu ridistribuita dalla Oddzon, questa volta con anelli gialli su uno sfondo rosso; altre versioni (per esempio, una variante dell'originale con tiles argento al posto di neri) furono prodotte, e fu anche creato un gioco di strategia basato sul Rubik's Magic.
Il Professor Rubik detiene sia un brevetto ungherese (HU 1211/85, issued March 19, 1985) e un brevetto statunitense (US 4,685,680, issued August 11, 1987) sul meccanismo del Rubik's Magic.

## Record
Per quanto riguarda il record mondiale della media su 5, i primi dieci competitori nel ranking ufficiale WCA sono questi:
| Paese       | Nome            | Media di 5   |
| ----------- | --------------- | ------------ |
| Svezia      | Henrik Bui      | 0,87 secondi |
| Stati Uniti | Patrick Jameson | 0,90 secondi |
| Hong Kong   | Tang Yiu Chun   | 0,90 secondi |
| Hong Kong   | Chau Ka Wai     | 0,92 secondi |
| Hong Kong   | Lee Chun Hin    | 0,93 secondi |
| Cina        | Yuxuan Wang     | 0,93 secondi |
| Ungheria    | Olivér Perge    | 0,94 secondi |
| Cina        | Ge Song         | 0,95 secondi |
| Germania    | Jan Dickmann    | 0,96 secondi |
| Cina        | Kai Liu         | 0,96 secondi |

## Rubik's Master Magic
Il Rubik's Master Magic è un twisty puzzle della Rubik's Cube progettato da Ernő Rubik leggermente più complicato del normale Rubik's Magic, poiché presenta 12 quadrati (Tiles) (2×6) anziché i classici 8 (2×4).
Lo scopo è sempre lo stesso, cioè creare i 3 (in questo caso 5) cerchi dorati in diagonale.
Il Master Magic è sempre collegato con filo resistente in nylon.